# Station Skrukli
Station Skrukli is een station in Fall in de gemeente Søndre Land in fylke Innlandet in Noorwegen. Het stationsgebouw uit 1902 is in 1984 afgebroken. Het station werd in december 1988 gesloten.